# Zbrucivka, Volociîsk
Zbrucivka (în ucraineană Збручівка) este un sat în comuna Avratîn din raionul Volociîsk, regiunea Hmelnîțkîi, Ucraina.

## Demografie
Componența lingvistică a localității Zbrucivka
     Ucraineană (100%)
Conform recensământului din 2001, toată populația localității Zbrucivka era vorbitoare de ucraineană (100%).